# 住民基本台帐
住民基本台帐是日本市町村长或者特別区区长依据住民全体的住民票（以个人为单位制作）并以户为单位编辑制作的公簿（住民基本台帐法第6条1项）。

## 概要
记入“台帐”名目的全部自治体已经被电子信息化。作为系统故障时的数据还原使用以及阅览使用（只记载住址   、姓名、性別、出生年月日）的纸质台帐亦被准备。
在适当的时候，也可以以户为单位制作住民票（住民基本台帐法第6条2项目）。
因住民基本台帐（住民票）是公用的以证明住址为目的的制度，住民基本台帳的副本阅览也被承认。住民基本台帳法第11条、11条之2）。另，可以被阅览的只限于一部分项目（姓名、出生年月日、性別、住址之4个项目）。
曾经，住民基本台帳的阅览在法律上并无严格限制，有根据隐私权观点之自治体以其职权而限制阅览、或根据条例而限制阅览的自治体两种情况。因此在2006年（平成18年）1月1日，住民基本台帐法被修改，住民基本台帳的副本阅览只限于公益性的统计调查、舆论调查、学术研究、公共团体实行的贡献于改善地域住民福祉的活动、官公署在执行公务时的情况才被许可。

住民基本台帳卡樣式
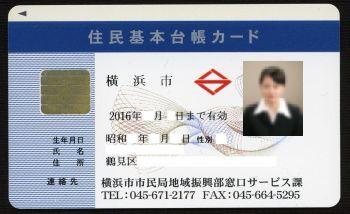
住民基本台帳卡，記載姓名、有效期限、住所、出生年月日、性別、照片
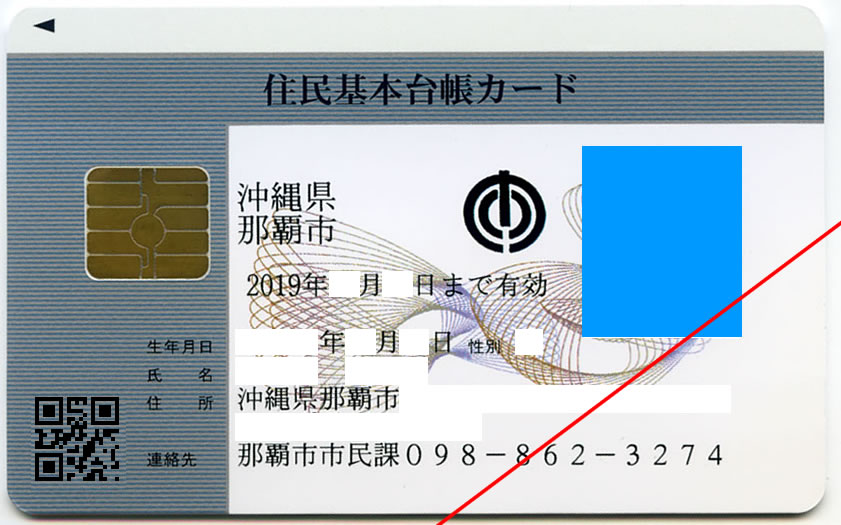
住民基本台帳卡，QR碼
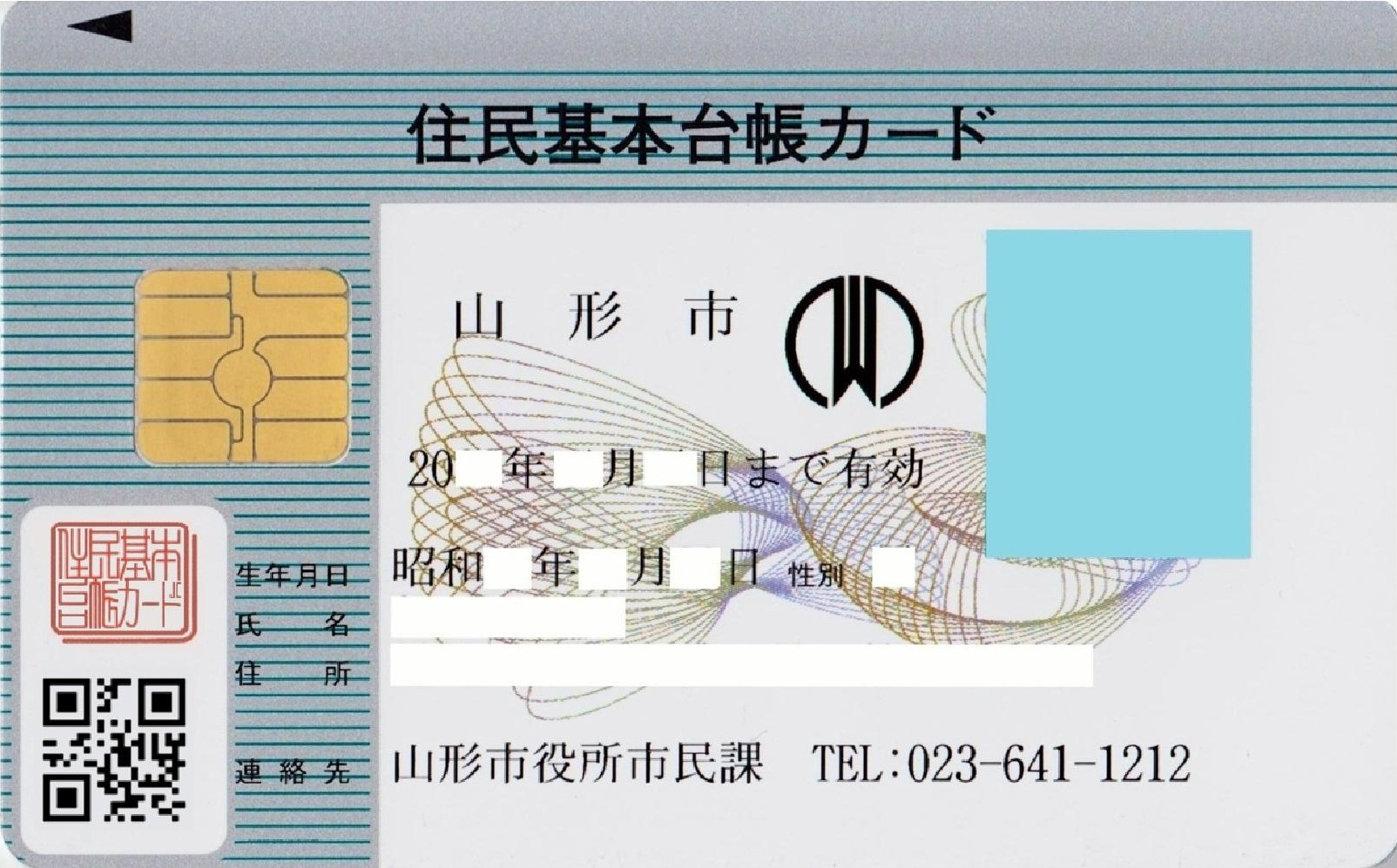
住民基本台帳卡，QR碼與共通Logo

## 有关外国住民的事项
伴随有关外国住民相关入管法等改正法在2012年（平成24年）7月9日的施行，“住民基本台帳法的部分修改法律”被施行，外国住民被添加到住民基本台帳法的适用对象中。这样外国住民也会被制作住民票，日本住民与外国住民的住民票以户为单位被编成，以制作住民基本台帐。
适用于住民票的外国住民分为以下四类。
- 中长期停留者：取得在留资格的外国人且在留期间为3个月以下、短期停留、外交、公用在留資格者等以外者。将发放“在留卡[2]”。
- 特別永住者：根据入管特例法而特別永住者。将发放“特別永住者証明書[3]”。
- 暂时庇护许可者或暂时停留许可者：有难民之可能性为暂时庇护而收到上陆许可者（暂时庇护许可者）。被许可申请难民认定的暂时停留者(暂时停留许可者)。
- 因出生而经过停留者或因丧失国籍的经过停留者：因出生或者丧失日本国籍，在日本国停留的外国人。

## 脚注
1. ↑  住民基本台帳法の一部を改正する法律の概要 （页面存档备份，存于） 総務省 2009年7月15日公布
2. ↑  「中長期在留者の人へ」 （页面存档备份，存于） 長岡京市市民課
3. ↑  「特別永住者の制度が変わります！」 （页面存档备份，存于） 法務省 入国管理局

## 関連項目
- 住民票
- 住民記録システム
- 住民基本台帳ネットワークシステム（住基ネット）
- 住民基本台帳卡（日语：住民基本台帳カード） → 個人編號卡
- 戸籍
- 外国人登録制度
- 住民基本台帳閲覧制限条例
- 戶口名簿